# 1052
1052 (MLII) fue un año bisiesto comenzado en miércoles del calendario juliano.

## Acontecimientos
- Fundación del Monasterio de Santa María la Real de Nájera

## Nacimientos
- 7 de marzo, Jetsun Milarepa, yogui del Linaje Karma Kagyu y poeta, estudiante de Marpa y Maestro de Gampopa Tíbet.
- 23 de mayo, Felipe I, rey de Francia.

## Fallecimientos
- Emma de Normandía, reina de Inglaterra.